# Amara montana
Amara montana is een keversoort uit de familie van de loopkevers (Carabidae). De wetenschappelijke naam van de soort werd in 1828 gepubliceerd door Pierre François Marie Auguste Dejean.